# Фтий (сын Посейдона)
Фтий (др.-греч. Φθῖος) — в греческой мифологии один из сыновей нимфы Лариссы от бога Посейдона. Историческая область Фтиотида, расположенная на юго-востоке Фессалии, названа в его честь.

## Мифология
Согласно легенде, Фтий, как и его братья Ахей и Пеласг, появился на свет в Аргосе. Их матерью была нимфа Ларисса, родившая их от бога Посейдона. Когда братья выросли, они покинули ахейский Аргос и отправились в сопровождении отряда пеласгов на поиски новых земель, подходящих для проживания. Дойдя до Фессалии, они решили, что обосноваться лучше всего именно здесь. Братья прогнали оттуда местных жителей-варваров и создали колонию. Землю поделили между собой на три части, каждую из которых назвали по имени того брата, кому она досталась. Надел Ахея стал называться Ахеей, или Ахайей, надел Пеласга — Пеласгиотидой. Соответственно, часть, которой завладел Фтий, получила название Фтиотида.
Единственный известный источник, дающий нам представление о Фтие и его братьях, — это произведение Дионисия Галикарнасского «Римские древности» в той его части, где автор описывает миграцию пеласгийской расы.

«Шестью же поколениями позже пеласги, покинув Пелопоннес, перебрались в землю, называвшуюся тогда Гаймонией, а ныне — Фессалией. Во главе переселенцев стояли Ахей, Фтий и Пеласг, сыновья Ларисы и Посейдона. Придя же в Гаймонию, они изгоняют живущих там варваров и делят страну на три части, поименовав их по предводителям Фтиотидой, Ахайей и Пеласгиотидой. Там оставались они в течение жизни пяти поколений, и достигли на долгое время процветания, пользуясь в полной мере плодами равнин Фессалии…»

Дионисий Галикарнасский. Римские древности. Кн. I: 17. 3.